# Głodowo (Sorkwity)
Głodowo (deutsch Glodowen, 1938–1945 Hermannsruh) ist ein Ort in der polnischen Woiwodschaft Ermland-Masuren. Er gehört zur Landgemeinde Sorkwity (deutsch Sorquitten) im Powiat Mrągowski (Kreis Sensburg) und ist ein Teil des Dorfes Maradki (Maradtken).

## Geographische Lage
Głodowo liegt zwischen dem Jezioro Lampackie (deutsch Sorquitter See, Lampatzki-See) und dem Lampaschsee (Jezioro Lampasz) inmitten der Woiwodschaft Ermland-Masuren, zwölf Kilometer südwestlich der Kreisstadt Mrągowo (deutsch Sensburg).

## Geschichte
Es gab vor 1945 keinen Ort, wohl aber eine Gemeinde Glodowen. Sie entstand im Jahr 1859, als im Verordnungsblatt des Regierungsbezirks Gumbinnen mitgeteilt wurde:
Die Bildung eines besonderen Gemeinde-Bezirks Glodowen

Durch die Allerhöchste Kabinetsordre vom 21sten d. M. ist genehmigt worden, daß aus folgenden, im Kreise Sensburg belegenen Besitzungen: 1. Adlig Glodowen, 2. Köllmisch Glodowen und 3. Willamowen ein besonderer Gemeinde-Bezirk unter dem Namen Glodowen gebildet wird, was wir hiermit bekannt machen.
Im Jahr 1874 wurden Glodowen (mit Willamowen) und sieben weitere Gemeinden bzw. Gutsbezirke in den neu errichteten Amtsbezirk Borowen (polnisch Borowe) aufgenommen, der – 1938 in Amtsbezirk Prausken umbenannt – bis 1945 zum Kreis Sensburg im Regierungsbezirk Gumbinnen (ab 1905 Regierungsbezirk Allenstein) in der preußischen Provinz Ostpreußen gehörte. Im Jahr 1910 zählte die Landgemeinde Glodowen 54 Einwohner.
Aufgrund der Bestimmungen des Versailler Vertrags stimmte die Bevölkerung im Abstimmungsgebiet Allenstein, zu dem Glodowen gehörte, am 11. Juli 1920 über die weitere staatliche Zugehörigkeit zu Ostpreußen (und damit zu Deutschland) oder den Anschluss an Polen ab. In Glodowen stimmten 40 Einwohner für den Verbleib bei Ostpreußen, auf Polen entfielen keine Stimmen.
Am 3. Juni (amtlich bestätigt am 16. Juli) 1938 wurde Glodowen zusammen mit Willamowen aus politisch-ideologischen Gründen der Abwehr fremdländisch klingender Ortsnamen in Hermannsruh umbenannt.
In Kriegsfolge kam die Gemeinde 1945 mit dem gesamten südlichen Ostpreußen zu Polen und ist heute eine Ortschaft im Verbund der Landgemeinde Sorkwity (Sorquitten) im Powiat Mrągowski (Kreis Sensburg), bis 1998 der Woiwodschaft Olsztyn, seither der Woiwodschaft Ermland-Masuren zugehörig. Maradzki Chojniak (Maradtkenwalde), Wilamówko und Głodowo sind heute jeweils als „część wsi“ ein Teil des Dorfes Maradki (Maradtken).

## Kirche
Bis 1945 war Glodowen bzw. Hermannsruh in die evangelische Kirche Sorquitten in der Kirchenprovinz Ostpreußen der Evangelischen Kirche der Altpreußischen Union sowie in die katholische Kirche Kobulten im damaligen Bistum Ermland eingepfarrt. Heute gehört Głodowo kirchlicherseits ganz zu Sorkwity, sowohl zur evangelischen Pfarrei Sorkwity, jetzt in der Diözese Masuren der Evangelisch-Augsburgischen Kirche in Polen gelegen, als auch zur katholischen Pfarrei Sorkwity im jetzigen Erzbistum Ermland in der polnischen katholischen Kirche.

## Verkehr
Głodowo liegt naturnah, aber abseits des Verkehrsgeschehens, und ist nur über eine Landwegverbindung von Maradki (Maradtken) aus zu erreichen. Eine Anbindung an den Schienenverkehr besteht nicht.